# Modlitwa w Ogrójcu z Ptaszkowej

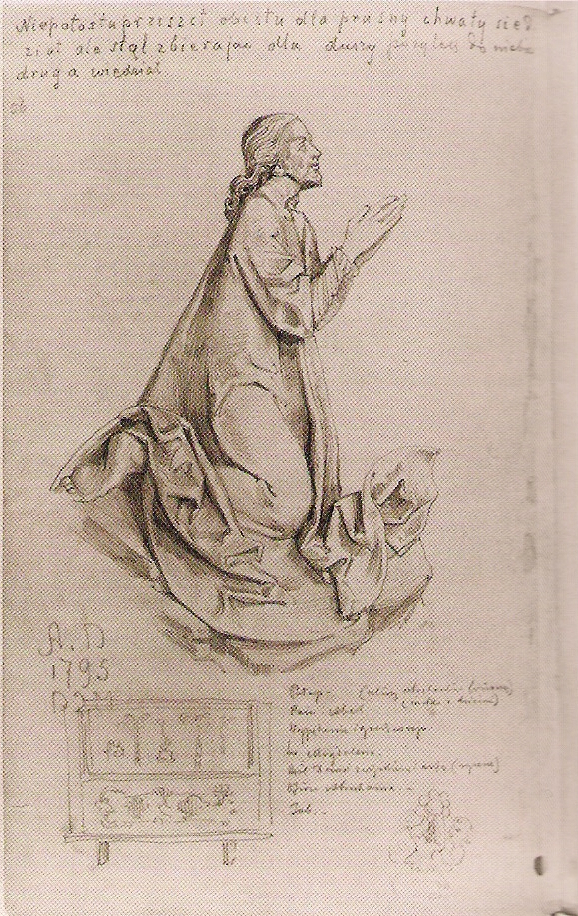
Chrystus (fragment Modlitwy w Ogrójcu). Rysunek Stanisława Wyspiańskiego (1889)

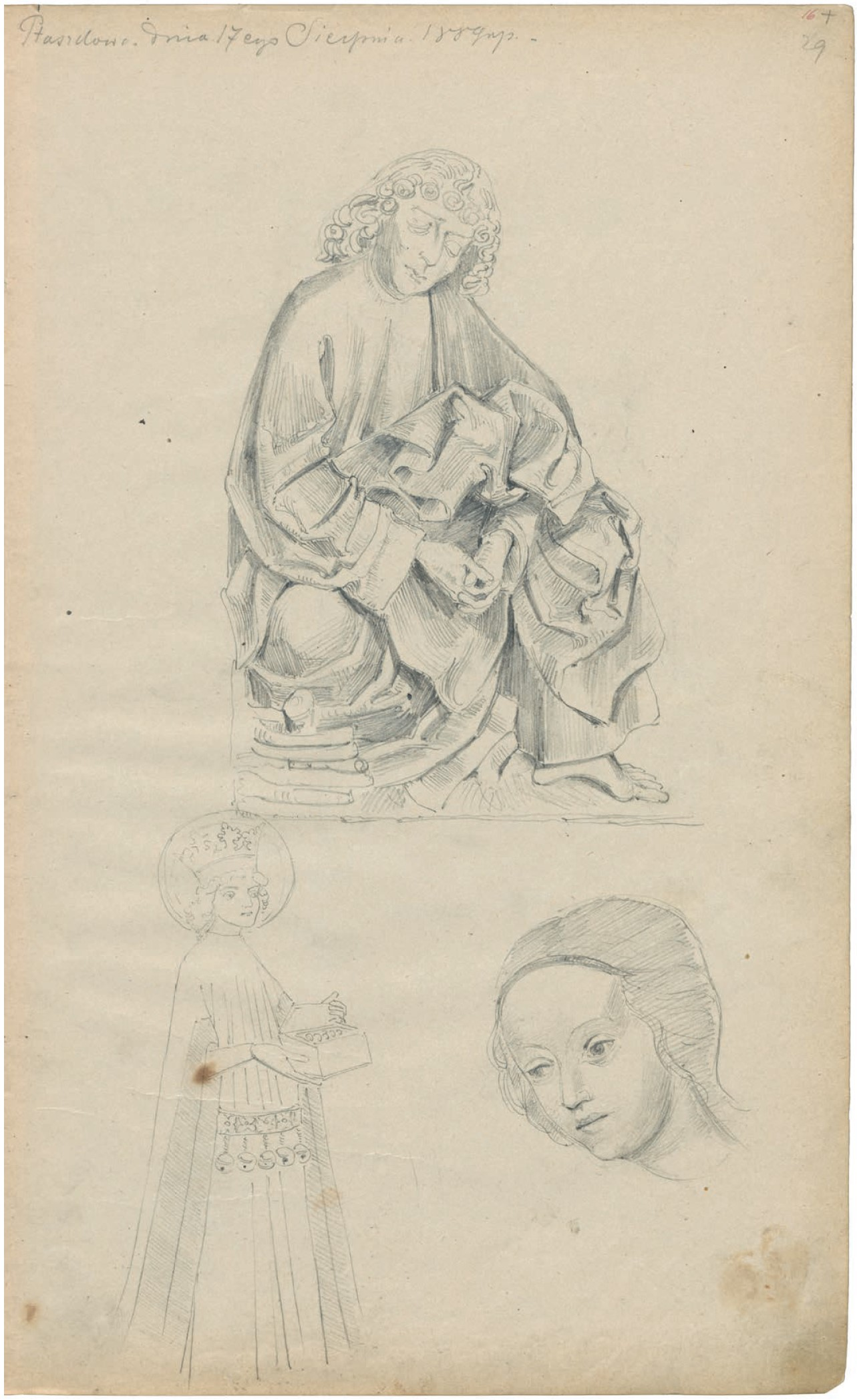
U góry – św. Jan (fragment Modlitwy w Ogrójcu). Rysunek Stanisława Wyspiańskiego (1889)

Modlitwa w Ogrójcu z Ptaszkowej – późnogotycka płaskorzeźba pochodząca z kościoła Wszystkich Świętych w Ptaszkowej (województwo małopolskie), przypisywana Witowi Stwoszowi. 

## Historia
Nieznane są okoliczności powstania dzieła i jej związki z kościołem Wszystkich Świętych w Ptaszkowej. Rzeźba była umieszczona w niszy na zewnętrznej ścianie prezbiterium. W 1851 roku Józef Łepkowski zwrócił uwagę na jej podobieństwo do Chrystusa w ogrodzie Oliwnym znajdującego się w Krakowie. W 1889 roku rysunki Modlitwy w Ogrójcu wykonali Stanisław Wyspiański i Józef Mehoffer.
Została pokryta w latach 30. XX w. grubą warstwą zniekształcającego gruntu, a następnie wadliwie pokryto ją polichromią. Taki stan rzeźby wzbudził duże oczekiwania badawcze, zarówno historyczne, jak i historyczno-artystyczne. Coraz częściej opinia naukowa wiązała silny wpływ twórczości Stwosza na ptaszkowskie dzieło. W 2002 roku przystąpiono do kierowanej przez Magdalenę i Stanisława Stawowiaków gruntownej konserwacji, podczas której usunięto naniesiony grunt i polichromię oraz uzupełniono brakujące detale. Następne badania dotyczące problemu atrybucji przyniosły pozytywne rezultaty – została przypisana samemu Witowi Stwoszowi. Zainicjowało to naukową dyskusję i pokazanie dzieła szerszej publiczności. 30 marca 2005 roku w krakowskiej kamienicy Szołayskich otwarto wystawę „Wokół Wita Stwosza”, gdzie umieszczono m.in. dwa nowo odkryte dzieła rzeźbiarza, w tym Modlitwę w Ogrójcu z Ptaszkowej.
Do kwietnia 2016 roku eksponowana była w Muzeum Okręgowym w Nowym Sączu (oddział Dom Gotycki). W maju 2016 roku prezentowana była jako jeden z głównych eksponatów na wystawie z okazji 1050-lecia Chrztu Polski w Poznaniu. Obecnie znajduje się w muzeum parafialnym w kościele Imienia Najświętszej Maryi Panny w Ptaszkowej. W zewnętrznej wnęce prezbiterium zabytkowego kościoła (w Ptaszkowej) gdzie wcześniej znajdowała się płaskorzeźba, umieszczona jest kopia dzieła wykonana dzięki technice 3D.

## Opis i analiza
Płaskorzeźba wykonana jest z drewna lipowego. Kompozycja składa się z trzech figur. U dołu znajduje się dwóch śpiących apostołów: Święty Jan o złożonych dłoniach i Święty Piotr, który trzyma miecz. Ułożeni w diagonalnych pozach Apostołowie wzbogacają dynamiczną kompozycję. Ponad nimi na skale znajduje się modlący Chrystus, który ukazany jest w profilu, skierowany w prawo.

### Rekonstrukcja
Wykluczone jest istnienie formuły ikonograficznej z dwoma apostołami, jaką obecnie prezentuje ptaszkowska kompozycja Modlitwy w Ogrójcu. Ponadto za istnieniem innych płaskorzeźb przemawiają liczne ubytki i uszkodzenia formy rzeźbiarskiej. Na pewno istniała po prawej stronie skała, na której stał kielich lub raczej anioł, trzymający kielich, do którego zwracał się Zbawiciel, charakterystyczny dla twórczości Stwosza. Na pewno istniała figura św. Jakuba, najprawdopodobniej obok Piotra (między Piotrem, który wyznacza ramy kompozycji i Chrystusem jest wyraźna luka). Być może istniały rzeźby zmierzających ku ogrodowi Oliwnemu siepaczy prowadzonych przez Judasza.
Dyskusyjna jest sprawa funkcji i pierwotnej lokalizacji dzieła.

### Problem atrybucji
W ptaszkowskiej kompozycji zostały dostrzeżone liczne zbieżności kompozycyjne i stylistyczne z kamiennym Ogrojcem Stwosza, stanowiącym część epitafium Pawła Volckamera znajdującego się w kościele Św. Sebalda w Norymberdze. Ponadto Ogrojec z Ptaszkowej mógł być kontynuacją Chrystusa w ogrodzie Oliwnym z cmentarza przy krakowskim kościele NMP. Dzieło zawiera także kryptograficzny podpis – fałdy szaty świętego Jana układają się w litery nazwiska artysty STVOS.

### Datowanie
Powstanie Modlitwy w Ogrojcu należy wiązać z krakowskim okresem twórczości Stwosza, zaś zbieżności formalne z krakowskim Ogrojcem i norymberskim epitafium Volckamera oscylują ptaszkowską kompozycję na lata ok. 1493–1495 (XV wieku). Przeniesienie Stwosza do Norymbergi w 1496 roku stanowi terminus ante quem dla płaskorzeźby.